# Landelijke Federatie van Chinese Organisaties Nederland
De Landelijke Federatie van Chinese Organisaties Nederland (LFCON) is een van de belangrijkste Chinese organisaties in Nederland. Alle Chinese verenigingen zijn hier lid van. Zij is op 26 oktober 1987 opgericht om ervoor te zorgen dat alle Chinese verenigingen in Nederland verenigd werden. Zo konden zij als eenheid overleggen met de Nederlandse overheid. Elke editie van het CPC maandblad heeft een apart katern voor de LFCON. Sinds de oprichting van het Inspraakorgaan Chinezen (IOC) werken de LFCON en het IOC nauw samen.
In 2010 werd voor de tiende keer het bestuur geïnaugureerd. De voorzitter is Jack Wang (王剑光).